# Бяшгизил
Бяшгизил – газове родовище на сході Туркменістану. Також відоме як «Гарашсизлигин 10 йиллиги».
Бяшгизил є одним із родовищ, які виявили на південному схилі великої геологічної структури, що обмежує з півночі Мургабську западину та відома як Учаджинський вал. Поклади вуглеводнів родовища пов’язані із відкладами нижньої крейди (шатлицький горизонт готерівського ярусу). Як колектори виступають пісковики із пористістю біля 21%. Покрівля продуктивного пласта знаходиться на глибині 2745 метрів, а його товщина сягає 64 метрів.
Видобувні запаси Бяшгизил оцінили у 77 млрд м3.
Родовище відкрили у 1980 році, проте ввели в розробку лише у 2001-му.
Видача продукції родовища здійснюється через газопровід Бяшгизил – Учаджи.